# Рабе
Ра́бе (серб. Рабе) — село в Сербії, відноситься до общини Новий Кнежеваць Північно-Банатського округу автономного краю Воєводина.
Село розташоване біля кордону з Румунією та Угорщиною.

## Населення
Населення села становить 135 осіб (2002, перепис), з них:
- угорці — 91,1%
- югослави — 3,7%
- серби — 3,0%.